# Charles Philippe Auguste Corbière
Charles Philippe Auguste Corbière est un homme politique français né le 4 septembre 1759 à Graulhet (Tarn) et décédé le 21 juillet 1845 à Toulouse (Haute-Garonne).

## Biographie
Lieutenant de juge à Guitalens en 1788, il est officier municipal de Graulhet en 1790 et juge de paix, puis juge au tribunal de district de Lavaur en 1792. Membre du directoire du département en 1792, procureur syndic du district de Lavaur en 1795, il devient commissaire près les tribunaux civil et criminel du Tarn en 1797. Nommé juge à la Cour de Cassation en l'an VII, il est chevalier d'Empire en 1810 puis baron en 1813 et enfin procureur général à la Cour d'appel de Toulouse. Député du Tarn en 1815 pendant les Cent-Jours, il reste à l'écart sous la Restauration. Il retrouve son poste de procureur général en août 1830 et termine sa carrière comme premier président de cette cour d'Appel.

## Pour approfondir